# Olimpiada internațională de limbă, literatură și spiritualitate românească
Olimpiada internațională în limba română sau versiunea oficială Olimpiada internațională de limbă, literatură și spiritualitate românească este o competiție internațională de prestigiu în limba română. Acesta are dreptul de a elevilor între 7 și 12 de clasă și studenți ca România, Ucraina, Republica Moldova, Ungaria, Bulgaria si altele. Participanții pot vorbi ca un nativ sau l-au studiat ca un al doilea. Clasament aceasta prima participare la nivel național, urmată de o etapă finală la Jocurile Olimpice din România.

## Sursă
1. ↑  „copie arhivă”. Arhivat din original la 10 martie 2014. Accesat în 10 martie 2014.